# Устойчивый многочлен
Многочлен считается устойчивым по Шуру если все его корни находятся в единичной окружности.
Преобразование Мёбиуса переводит данный критерий в другую, аналогичную формулировку.
Многочлен считается устойчивым по Гурвицу, если все его корни находятся в левой половине комплексной плоскости.